# Saison 10 de Nouvelle Star
 (janvier 2024).
Si vous disposez d'ouvrages ou d'articles de référence ou si vous connaissez des sites web de qualité traitant du thème abordé ici, merci de compléter l'article en donnant les références utiles à sa vérifiabilité et en les liant à la section « Notes et références ».
En pratique : Quelles sources sont attendues ? Comment ajouter mes sources ?
 (janvier 2024).
- Si vous ne connaissez pas le sujet, laissez ce bandeau (vous pouvez alors contacter les auteurs).
- Si vous supprimez le contenu mis en cause (vous pouvez préalablement contacter les auteurs),

argumentez précisément cette suppression dans la page de discussion
(un manque de référence n'est pas un argument ; une recherche réelle de référence doit avoir été effectuée, être formellement documentée).
La dixième saison de Nouvelle Star, émission française de téléréalité musicale, a été diffusée sur D8 et sur Plug RTL entre le jeudi 31 octobre 2013 et le jeudi 20 février 2014. C'est la deuxième saison sur D8, qui a racheté les droits du programme à M6.
Cette saison a été remportée par Mathieu Saïkaly.

## Nouveautés
Parmi les nouveautés :
- après avoir été réduit lors de la saison 9, le nombre de candidats accédant aux primes est d'abord annoncé revenant à 15, pour être finalement porté à 16 à l'issue des épreuves du théâtre.
- à l'issue du second prime, deux candidats ont été éliminés par le vote du public. Mais lors du verdict, le jury a eu la possibilité de sauver un candidat parmi les 4 qui ont reçu le moins de votes. Cette nouveauté a été gardée secrète jusqu'à la clôture des votes.
- depuis le prime du 2 janvier, les téléspectateurs peuvent attribuer une couleur de la même manière que le jury (bleu/rouge) aux prestations des candidats via Internet et les réseaux sociaux (hashtag #NSbleu ou #NSrouge)[1], pour donner plus de poids au public, qui devient ainsi le cinquième juré de l'émission.
- du 17 au 31 janvier, un sondage a été mis en ligne sur le site officiel de l'émission. Pour chaque candidat, les internautes ont pu choisir une chanson parmi les trois que le candidat a interprété pendant les sélections (castings, épreuve des lignes, épreuve de la dernière chance). Les candidats qui ont atteint le quart de finale y ont chanté celle qui a obtenu le plus de votes.

## Participants

### Présentation
- Cyril Hanouna
- Enora Malagré (Nouvelle Star, ça continue...)

### Jury
- André Manoukian
- Maurane
- Sinclair
- Olivier Bas

### Candidats
Les castings ont lieu dans quatre villes : Paris, Lyon, Marseille et Bruxelles.
À l’issue de ceux-ci, 100 candidats sont retenus pour le théâtre. À la suite de l'« épreuve des lignes », 51 d'entre eux sont sélectionnés pour l'épreuve des trios.

#### Éliminatoires
Au total, 32 candidats ont été retenus à l'issue de l'épreuve des trios pour participer à la troisième épreuve du théâtre : l'épreuve des PBO[Quoi ?].
Les 22 derniers candidats sont départagés sur une dernière épreuve : l'épreuve de la dernière chance, instaurée lors de la saison 9. Les candidats doivent y interpréter une chanson de leur choix a cappella ou accompagnés d'un instrument (éventuellement par un autre candidat).
À l'issue de cette épreuve sont éliminés Kelly, Priscille, Clarence, Vincent, Emma et Manon. 16 candidats sont donc sélectionnés pour participer au 1er prime à l'arche Saint-Germain, et non 15 comme annoncé initialement.

#### Les 16 finalistes
| Candidats  | Vrai nom            | Âge    | Profession               | Ville de casting | % de votes bleus (jury) (bleus/rouges) | % de votes bleus (public) (bleus/rouges) | Statut                               | Réf(s). |
| ---------- | ------------------- | ------ | ------------------------ | ---------------- | -------------------------------------- | ---------------------------------------- | ------------------------------------ | ------- |
| Mathieu    | Mathieu Saïkaly     | 20 ans | Étudiant en anglais      | Paris            | 89% (71/9)                             | 100% (18/0)                              | Gagnant le 20 février 2014           | [ 5 ]   |
| Yseult     | Yseult Onguenet     | 19 ans | Étudiante en immobilier  | Paris            | 100% (80/0)                            | 94% (17/1)                               | Finaliste le 20 février 2014         | ,       |
| Pauline    | Pauline de Tarragon | 17 ans | Lycéenne                 | Marseille        | 73% (47/17)                            | 100% (14/0)                              | Demi-finaliste le 13 février 2014    | ,       |
| Alvaro     | Alvaro Echánove     | 21 ans | Étudiant en droit        | Paris            | 65% (34/18)                            | 64% (7/4)                                | Quart-de-finaliste le 6 février 2014 | [ 9 ]   |
| Dana       | Dana Ali-Ahmad      | 25 ans | Ostéopathe               | Lyon             | 75% (30/10)                            | 50% (4/4)                                | Éliminée le 30 janvier 2014          | [ 10 ]  |
| Sirine     | Sirine Betton       | 18 ans | NC                       | Lyon             | 66% (21/11)                            | 33% (2/4)                                | Éliminée le 23 janvier 2014          | [ 11 ]  |
| Mehdi      | Mehdi Dahmane       | 26 ans | NC                       | Paris            | 88% (21/3)                             | 100% (4/0)                               | Éliminé le 16 janvier 2014           | [ 12 ]  |
| Claudia    | Claudia Chu         | 16 ans | Étudiante                | Lyon             | 50% (8/8)                              | 50% (1/1)                                | Éliminée le 9 janvier 2014           | ,       |
| Léopoldine | Léopoldine Hummel   | 28 ans | Comédienne et musicienne | Lyon             | 67% (8/4)                              | 0% (0/1)                                 | Éliminée le 2 janvier 2014           | [ 15 ]  |
| Hugo       | Hugo Chalan Marchio | 16 ans | Lycéen                   | Paris            | 88% (7/1)                              | -                                        | Éliminés le 19 décembre 2013         | ,       |
| Kim        | Kimberly Kitson     | 23 ans | Étudiante en psychologie | Paris            | 88% (7/1)                              | -                                        | Éliminés le 19 décembre 2013         | [ 17 ]  |
| Julie      | Julie Dessoude      | 19 ans | Étudiante en histoire    | Paris            | 75% (3/1)                              | -                                        | Éliminés le 12 décembre 2013         | [ 18 ]  |
| Chehinaze  | NC                  | 21 ans | NC                       | Bruxelles        | 100% (4/0)                             | -                                        | Éliminés le 12 décembre 2013         | [ 18 ]  |
| Ezra       | Ezra Van Vliet      | 20 ans | Étudiant en audiovisuel  | Marseille        | 50% (2/2)                              | -                                        | Éliminés le 12 décembre 2013         | [ 18 ]  |
| Laura      | Laura Migné         | 20 ans | Étudiante en droit       | Paris            | 0% (0/4)                               | -                                        | Éliminés le 12 décembre 2013         | [ 18 ]  |
| Marc       | Marc Touati         | 21 ans | Étudiant en immobilier   | Paris            | 25% (1/3)                              | -                                        | Éliminés le 12 décembre 2013         | ,       |

## Primes

### Primeno1- 12 décembre 2013
| Candidat   | Chanson                                 | Interprète original     | Vote du jury | Vote du jury | Vote du jury | Vote du jury |
| ---------- | --------------------------------------- | ----------------------- | ------------ | ------------ | ------------ | ------------ |
| Candidat   | Chanson                                 | Interprète original     | Sinclair     | Maurane      | Bas          | Manoukian    |
| 1er groupe |                                         |                         |              |              |              |              |
| Yseult     | Papaoutai                               | Stromae                 |              |              |              |              |
| Mehdi      | Need You Tonight                        | INXS                    |              |              |              |              |
| Pauline    | Paint It, Black                         | The Rolling Stones      |              |              |              |              |
| Marc       | J'en rêve encore                        | Gérald de Palmas        |              |              |              |              |
| 2e groupe  |                                         |                         |              |              |              |              |
| Claudia    | I Know                                  | Irma                    |              |              |              |              |
| Laura      | Épaule tattoo                           | Étienne Daho            |              |              |              |              |
| Alvaro     | Perfect Day                             | Lou Reed                |              |              |              |              |
| Léopoldine | Dieu m'a donné la foi                   | Ophélie Winter          |              |              |              |              |
| 3e groupe  |                                         |                         |              |              |              |              |
| Mathieu    | Revolution                              | The Beatles             |              |              |              |              |
| Julie      | Love Song                               | Vanessa Paradis         |              |              |              |              |
| Ezra       | Wake Me Up!                             | Avicii feat. Aloe Blacc |              |              |              |              |
| Sirine     | Comme un boomerang                      | Serge Gainsbourg        |              |              |              |              |
| 4e groupe  |                                         |                         |              |              |              |              |
| Hugo       | Treasure                                | Bruno Mars              |              |              |              |              |
| Kim        | Sympathique (je ne veux pas travailler) | Pink Martini            |              |              |              |              |
| Chehinaze  | On ira                                  | Zaz                     |              |              |              |              |
| Dana       | People Help the People                  | Birdy                   |              |              |              |              |

Chansons collectives
- Justice, D.A.N.C.E. : Les seize candidats

État de la compétition
- Qualifiés :   Sirine • Kim • Pauline • Hugo • Alvaro • Léopoldine • Mathieu • Dana • Claudia • Mehdi • Yseult
- Éliminés :  Marc, Laura, Ezra et Chehinaze (par le jury) • Julie (par le public)

Invités
- Sophie-Tith (vainqueur de la Nouvelle Star 2013)

### Primeno2- 19 décembre 2013
| Candidat   | Chanson                     | Interprète original                    | Vote du jury | Vote du jury | Vote du jury | Vote du jury |
| ---------- | --------------------------- | -------------------------------------- | ------------ | ------------ | ------------ | ------------ |
| Candidat   | Chanson                     | Interprète original                    | Sinclair     | Maurane      | Bas          | Manoukian    |
| Yseult     | Summertime Sadness          | Lana Del Rey                           |              |              |              |              |
| Mehdi      | Les Parapluies de Cherbourg | Michel Legrand                         |              |              |              |              |
| Claudia    | Freedom                     | Anthony Hamilton & Elayna Boynton (en) |              |              |              |              |
| Pauline    | Initials B.B.               | Serge Gainsbourg                       |              |              |              |              |
| Hugo       | Wrecking Ball               | Miley Cyrus                            |              |              |              |              |
| Alvaro     | Mala vida                   | Mano Negra                             |              |              |              |              |
| Léopoldine | Reality                     | Richard Sanderson                      |              |              |              |              |
| Mathieu    | La Mer                      | Charles Trenet                         |              |              |              |              |
| Sirine     | Royals                      | Lorde                                  |              |              |              |              |
| Kim        | You Gotta Be                | Des'ree                                |              |              |              |              |
| Dana       | Le vent nous portera        | Noir Désir                             |              |              |              |              |

Chansons collectives
- Cee Lo Green, Forget You : Les onze candidats

État de la compétition
- Qualifiés :  Léopoldine • Mathieu • Claudia • Dana • Mehdi • Yseult • Pauline • Sirine • Alvaro
- Éliminés :  Hugo • Kim

Les quatre candidats qui ont eu le moins de votes du public sont Hugo, Alvaro, Kim et Sirine. Parmi ces candidats, le jury a décidé de qualifier Sirine. Des trois candidats restants, c'est Alvaro qui avait le plus de votes : Hugo et Kim sont éliminés.

### Primeno3- 2 janvier 2014
| Candidat   | Chanson                | Interprète original                      | Vote du jury | Vote du jury | Vote du jury | Vote du jury | Vote du public |
| ---------- | ---------------------- | ---------------------------------------- | ------------ | ------------ | ------------ | ------------ | -------------- |
| Candidat   | Chanson                | Interprète original                      | Sinclair     | Maurane      | Bas          | Manoukian    | Vote du public |
| Yseult     | Ne me quitte pas       | Jacques Brel                             |              |              |              |              |                |
| Mehdi      | Too Close              | Alex Clare                               |              |              |              |              |                |
| Claudia    | Comme toi              | Jean-Jacques Goldman                     |              |              |              |              |                |
| Léopoldine | Beat It                | Michael Jackson                          |              |              |              |              |                |
| Pauline    | Vertige de l'amour     | Alain Bashung                            |              |              |              |              |                |
| Mathieu    | What's Up?             | 4 Non Blondes                            |              |              |              |              |                |
| Alvaro     | Maybe I'm Amazed       | Paul McCartney                           |              |              |              |              |                |
| Sirine     | Can't Hold Us          | Macklemore & Ryan Lewis feat. Ray Dalton |              |              |              |              |                |
| Dana       | Somewhere Only We Know | Keane                                    |              |              |              |              |                |

Chansons collectives
- Pharrell Williams, Happy : Les neuf candidats
- Thierry Hazard, Le Jerk : Claudia • Mathieu • Pauline
- Début de soirée, Nuit de folie : Alvaro • Léopoldine • Yseult
- Chagrin d'amour, Chacun fait (c'qui lui plaît) : Dana • Mehdi • Sirine

État de la compétition
- Qualifiés : Mathieu • Yseult • Mehdi • Sirine • Pauline • Dana • Alvaro • Claudia
- Éliminée :  Léopoldine

### Primeno4- 9 janvier 2014
| Candidat | Chanson               | Interprète original           | Vote du jury | Vote du jury | Vote du jury | Vote du jury | Vote du public |
| -------- | --------------------- | ----------------------------- | ------------ | ------------ | ------------ | ------------ | -------------- |
| Candidat | Chanson               | Interprète original           | Sinclair     | Maurane      | Bas          | Manoukian    | Vote du public |
| Yseult   | Roar                  | Katy Perry                    |              |              |              |              |                |
| Mehdi    | Faith                 | George Michael                |              |              |              |              |                |
| Claudia  | Girl on Fire          | Alicia Keys feat. Nicki Minaj |              |              |              |              |                |
| Alvaro   | Hier encore           | Charles Aznavour              |              |              |              |              |                |
| Sirine   | When I Was Your Man   | Bruno Mars                    |              |              |              |              |                |
| Pauline  | Son of a Preacher Man | Dusty Springfield             |              |              |              |              |                |
| Mathieu  | Quelqu'un m'a dit     | Carla Bruni                   |              |              |              |              |                |
| Dana     | Que je t'aime         | Johnny Hallyday               |              |              |              |              |                |

Chansons collectives
- Robin Thicke feat. T.I. & Pharrell, Blurred Lines : Les huit candidats
- Michel Delpech, Pour un flirt : Mathieu • Pauline
- France Gall, Laisse tomber les filles : Claudia • Mehdi • Yseult
- Patrick Bruel, Marre de cette nana-là : Alvaro • Dana • Sirine

État de la compétition
- Qualifiés :  Mathieu • Dana • Yseult • Alvaro • Mehdi • Pauline • Sirine
- Éliminée :  Claudia

### Primeno5- 16 janvier 2014
| Candidat | Chanson                | Interprète original                     | Vote du jury | Vote du jury | Vote du jury | Vote du jury | Vote du public | Total     |
| -------- | ---------------------- | --------------------------------------- | ------------ | ------------ | ------------ | ------------ | -------------- | --------- |
| Candidat | Chanson                | Interprète original                     | Sinclair     | Maurane      | Bas          | Manoukian    | Vote du public | Total     |
| Dana     | Time Is Running Out    | Muse                                    |              |              |              |              |                | 6/8 + 1/2 |
| Dana     | Sur un prélude de Bach | Maurane                                 |              |              |              |              |                | 6/8 + 1/2 |
| Yseult   | Comme d'habitude       | Claude François                         |              |              |              |              |                | 8/8 + 2/2 |
| Yseult   | You've Got the Love    | Candi Staton / Florence and the Machine |              |              |              |              |                | 8/8 + 2/2 |
| Pauline  | Heavy Cross            | Gossip                                  |              |              |              |              |                | 6/8 + 2/2 |
| Pauline  | Amoureuse              | Véronique Sanson                        |              |              |              |              |                | 6/8 + 2/2 |
| Alvaro   | Englishman in New York | Sting                                   |              |              |              |              |                | 6/8 + 1/2 |
| Alvaro   | L'Homme pressé         | Noir Désir                              |              |              |              |              |                | 6/8 + 1/2 |
| Mehdi    | Lose Yourself          | Eminem                                  |              |              |              |              |                | 8/8 + 2/2 |
| Mehdi    | Paris-Seychelles       | Julien Doré                             |              |              |              |              |                | 8/8 + 2/2 |
| Sirine   | Rue de la Paix         | Zazie                                   |              |              |              |              |                | 7/8 + 0/2 |
| Sirine   | Instant Crush          | Daft Punk feat. Julian Casablancas      |              |              |              |              |                | 7/8 + 0/2 |
| Mathieu  | J'me tire              | Maître Gims                             |              |              |              |              |                | 8/8 + 2/2 |
| Mathieu  | I Want You             | Bob Dylan                               |              |              |              |              |                | 8/8 + 2/2 |

Chansons collectives
- Junior Senior, Move Your Feet : Les sept candidats

État de la compétition
- Qualifiés : Pauline • Mathieu • Yseult • Alvaro • Dana • Sirine
- Éliminé : Mehdi

### Primeno6- 23 janvier 2014
| Candidat | Chanson                      | Interprète original                | Vote du jury | Vote du jury | Vote du jury | Vote du jury | Vote du public | Total     |
| -------- | ---------------------------- | ---------------------------------- | ------------ | ------------ | ------------ | ------------ | -------------- | --------- |
| Candidat | Chanson                      | Interprète original                | Sinclair     | Maurane      | Bas          | Manoukian    | Vote du public | Total     |
| Yseult   | Creep                        | Radiohead                          |              |              |              |              |                | 8/8 + 2/2 |
| Yseult   | Ton héritage                 | Benjamin Biolay                    |              |              |              |              |                | 8/8 + 2/2 |
| Dana     | You Know I'm No Good         | Amy Winehouse                      |              |              |              |              |                | 6/8 + 2/2 |
| Dana     | Si j'étais un homme          | Diane Tell                         |              |              |              |              |                | 6/8 + 2/2 |
| Alvaro   | Protège-moi                  | Placebo                            |              |              |              |              |                | 6/8 + 1/2 |
| Alvaro   | Under Pressure               | Queen & David Bowie                |              |              |              |              |                | 6/8 + 1/2 |
| Sirine   | Tandem                       | Vanessa Paradis                    |              |              |              |              |                | 2/8 + 0/2 |
| Sirine   | Photomaton                   | Jabberwocky feat. Élodie Wildstars |              |              |              |              |                | 2/8 + 0/2 |
| Mathieu  | Flashdance... What a Feeling | Irene Cara                         |              |              |              |              |                | 6/8 + 2/2 |
| Mathieu  | Toute la pluie tombe sur moi | Sacha Distel                       |              |              |              |              |                | 6/8 + 2/2 |
| Pauline  | Because the Night            | Patti Smith                        |              |              |              |              |                | 8/8 + 2/2 |
| Pauline  | Bang Bang                    | Cher / Sheila                      |              |              |              |              |                | 8/8 + 2/2 |

Chansons collectives
- MGMT, Kids : Les six candidats

État de la compétition
- Qualifiés : Yseult • Pauline • Mathieu • Alvaro • Dana
- Éliminée :  Sirine

### Primeno7- 30 janvier 2014
| Candidat | Chanson                               | Interprète original               | Vote du jury | Vote du jury | Vote du jury | Vote du jury | Vote du public | Total     |
| -------- | ------------------------------------- | --------------------------------- | ------------ | ------------ | ------------ | ------------ | -------------- | --------- |
| Candidat | Chanson                               | Interprète original               | Sinclair     | Maurane      | Bas          | Manoukian    | Vote du public | Total     |
| Pauline  | Mon cœur, mon amour                   | Anaïs                             |              |              |              |              |                | 8/8 + 2/2 |
| Pauline  | Your Song                             | Elton John                        |              |              |              |              |                | 8/8 + 2/2 |
| Yseult   | Stay                                  | Rihanna feat. Mikky Ekko          |              |              |              |              |                | 8/8 + 2/2 |
| Yseult   | La Vie en rose                        | Édith Piaf                        |              |              |              |              |                | 8/8 + 2/2 |
| Alvaro   | Formidable                            | Stromae                           |              |              |              |              |                | 4/8 + 2/2 |
| Alvaro   | Are You Gonna Go My Way               | Lenny Kravitz                     |              |              |              |              |                | 4/8 + 2/2 |
| Dana     | Jalouse                               | Mademoiselle K                    |              |              |              |              |                | 3/8 + 0/2 |
| Dana     | Freed from Desire                     | Gala                              |              |              |              |              |                | 3/8 + 0/2 |
| Mathieu  | Get Lucky                             | Daft Punk feat. Pharrell Williams |              |              |              |              |                | 4/8 + 2/2 |
| Mathieu  | Je suis venu te dire que je m'en vais | Serge Gainsbourg                  |              |              |              |              |                | 4/8 + 2/2 |

Chansons collectives
- Ini Kamoze (Yuksek remix), Here Comes the Hotstepper : Les cinq candidats
- Simon and Garfunkel, Mrs. Robinson : Alvaro • Mathieu
- The Pointer Sisters, I'm So Excited : Dana • Pauline • Yseult

État de la compétition
- Qualifiés : Yseult • Pauline • Mathieu • Alvaro
- Éliminée :  Dana

### Primeno8- 6 février 2014: Quart de finale
Lors de ce prime, chaque candidat reprend une des chansons qu'il a interprétées pendant la phase de sélections : 
- Alvaro et Mathieu ont respectivement joué Space Oddity et At the Hop pendant les castings,
- Yseult a chanté Reckoning Song à l'épreuve des lignes,
- Pauline a interprété Ain't No Sunshine lors de l'épreuve de la dernière chance.

Ces choix de chansons ont été déterminés par le public qui a pu voter pendant deux semaines sur le site officiel[réf. nécessaire].
| Candidat | Chanson                                                                       | Interprète original       | Vote du jury | Vote du jury | Vote du jury | Vote du jury | Vote du public | Total       |
| -------- | ----------------------------------------------------------------------------- | ------------------------- | ------------ | ------------ | ------------ | ------------ | -------------- | ----------- |
| Candidat | Chanson                                                                       | Interprète original       | Sinclair     | Maurane      | Bas          | Manoukian    | Vote du public | Total       |
| Mathieu  | Best Song Ever / What Makes You Beautiful / Live While We're Young / Kiss You | One Direction             |              |              |              |              |                | 11/12 + 3/3 |
| Mathieu  | J'suis snob                                                                   | Boris Vian                |              |              |              |              |                | 11/12 + 3/3 |
| Mathieu  | At the Hop                                                                    | Devendra Banhart          |              |              |              |              |                | 11/12 + 3/3 |
| Pauline  | J'ai vu                                                                       | Niagara                   |              |              |              |              |                | 07/12 + 3/3 |
| Pauline  | Ain't No Sunshine                                                             | Bill Withers              |              |              |              |              |                | 07/12 + 3/3 |
| Pauline  | Toxic                                                                         | Britney Spears            |              |              |              |              |                | 07/12 + 3/3 |
| Alvaro   | Space Oddity                                                                  | David Bowie               |              |              |              |              |                | 09/12 + 2/3 |
| Alvaro   | La Bombe humaine                                                              | Téléphone                 |              |              |              |              |                | 09/12 + 2/3 |
| Alvaro   | Break on Through (To the Other Side)                                          | The Doors                 |              |              |              |              |                | 09/12 + 2/3 |
| Yseult   | Reckoning Song                                                                | Asaf Avidan and the Mojos |              |              |              |              |                | 12/12 + 3/3 |
| Yseult   | Lettre à France                                                               | Michel Polnareff          |              |              |              |              |                | 12/12 + 3/3 |
| Yseult   | Radioactive                                                                   | Imagine Dragons           |              |              |              |              |                | 12/12 + 3/3 |

Chansons collectives
- Icona Pop feat. Charli XCX, I Love It : Les quatre candidats

État de la compétition
- Qualifiés : Yseult • Mathieu • Pauline
- Éliminé :  Alvaro

### Primeno9- 13 février 2014: Demi-finale
| Candidat | Chanson                       | Interprète original          | Vote du jury | Vote du jury | Vote du jury | Vote du jury | Vote du public | Total       |
| -------- | ----------------------------- | ---------------------------- | ------------ | ------------ | ------------ | ------------ | -------------- | ----------- |
| Candidat | Chanson                       | Interprète original          | Sinclair     | Maurane      | Bas          | Manoukian    | Vote du public | Total       |
| Mathieu  | Great Balls of Fire           | Jerry Lee Lewis              |              |              |              |              |                | 10/12 + 3/3 |
| Mathieu  | Mistral gagnant               | Renaud                       |              |              |              |              |                | 10/12 + 3/3 |
| Mathieu  | Talk to Me                    | Yodelice                     |              |              |              |              |                | 10/12 + 3/3 |
| Pauline  | Fais-moi une place            | Julien Clerc                 |              |              |              |              |                | 06/12 + 3/3 |
| Pauline  | Don't Let Me Be Misunderstood | Nina Simone                  |              |              |              |              |                | 06/12 + 3/3 |
| Pauline  | Come Back to Me               | HollySiz                     |              |              |              |              |                | 06/12 + 3/3 |
| Yseult   | Proud Mary                    | Creedence Clearwater Revival |              |              |              |              |                | 12/12 + 2/3 |
| Yseult   | Viva la Vida                  | Coldplay                     |              |              |              |              |                | 12/12 + 2/3 |
| Yseult   | SOS d'un terrien en détresse  | Daniel Balavoine             |              |              |              |              |                | 12/12 + 2/3 |

Chansons collectives
- Daft Punk feat. Romanthony, One More Time : Les trois candidats

État de la compétition
- Qualifiés : Mathieu • Yseult
- Éliminée :  Pauline

Invités
- Amel Bent (demi-finaliste de la Nouvelle Star 2004) interprète son titre Regarde-nous

### Primeno10- 20 février 2014: Finale
| Candidat | Chanson                     | Interprète original                            | Vote du jury | Vote du jury | Vote du jury | Vote du jury | Vote du public | Total       |
| -------- | --------------------------- | ---------------------------------------------- | ------------ | ------------ | ------------ | ------------ | -------------- | ----------- |
| Candidat | Chanson                     | Interprète original                            | Sinclair     | Maurane      | Bas          | Manoukian    | Vote du public | Total       |
| Mathieu  | Beautiful Days              | Venus                                          |              |              |              |              |                | 16/16 + 4/4 |
| Mathieu  | Clocks                      | Coldplay                                       |              |              |              |              |                | 16/16 + 4/4 |
| Mathieu  | La Chanson des vieux amants | Jacques Brel                                   |              |              |              |              |                | 16/16 + 4/4 |
| Mathieu  | Between the Bars            | Elliott Smith                                  |              |              |              |              |                | 16/16 + 4/4 |
| Yseult   | Wasting My Young Years      | London Grammar                                 |              |              |              |              |                | 16/16 + 4/4 |
| Yseult   | Je suis malade              | Serge Lama                                     |              |              |              |              |                | 16/16 + 4/4 |
| Yseult   | Feeling Good                | Anthony Newley & Leslie Bricusse / Nina Simone |              |              |              |              |                | 16/16 + 4/4 |
| Yseult   | Breathe Me                  | Sia                                            |              |              |              |              |                | 16/16 + 4/4 |

Chansons collectives
- Van Halen, Jump : Les dix derniers candidats de la saison
- John Newman, Love Me Again : Les deux finalistes avec Sophie-Tith
- The Beatles, Let It Be : Les deux finalistes
- The Beatles, Hey Jude : Les dix derniers candidats de la saison

État de la compétition
- Vainqueur : Mathieu
- Finaliste : Yseult

Invités
- Sophie-Tith (gagnante de la Nouvelle Star 2013) interprète son titre Enfants d'ailleurs

## Audiences

### En France (D8)
| Épisode | Date de diffusion                                        | Audience moyenne          | Audience moyenne | Référence |
| Épisode | Date de diffusion                                        | Nombre de téléspectateurs | PDM              | Référence |
| ------- | -------------------------------------------------------- | ------------------------- | ---------------- | --------- |
| 1       | Jeudi 31 octobre 2013 (Casting Lyon et Bruxelles)        | 1 321 000                 | 5,6 %            | [ a 1 ]   |
| 2       | Jeudi 7 novembre 2013 (Casting Bruxelles et Marseille)   | 1 228 000                 | 5,0 %            | [ a 2 ]   |
| 3       | Jeudi 14 novembre 2013 (Casting Marseille et Paris)      | 1 357 000                 | 5,5 %            | [ a 3 ]   |
| 4       | Jeudi 21 novembre 2013 (Casting Paris et Théâtre jour 1) | 1 435 000                 | 6,1 %            | [ a 4 ]   |
| 5       | Jeudi 28 novembre 2013 (Théâtre jour 2)                  | 1 448 000                 | 6,3 %            | [ a 5 ]   |
| 6       | Jeudi 5 décembre 2013 (Théâtre jour 3)                   | 1 454 000                 | 6,3 %            | [ a 6 ]   |
| 7       | Jeudi 12 décembre 2013 (Prime 1)                         | 1 568 000                 | 7,9 %            | [ a 7 ]   |
| 8       | Jeudi 19 décembre 2013 (Prime 2)                         | 1 346 000                 | 6,4 %            | [ a 8 ]   |
| 9       | Jeudi 2 janvier 2014 (Prime 3)                           | 974 000                   | 4,2 %            | [ a 9 ]   |
| 10      | Jeudi 9 janvier 2014 (Prime 4)                           | 1 084 000                 | 4,7 %            | [ a 10 ]  |
| 11      | Jeudi 16 janvier 2014 (Prime 5)                          | 1 005 000                 | 4,9 %            | [ a 11 ]  |
| 12      | Jeudi 23 janvier 2014 (Prime 6)                          | 1 060 000                 | 5,0 %            | [ a 12 ]  |
| 13      | Jeudi 30 janvier 2014 (Prime 7)                          | 1 138 000                 | 5,4 %            | [ a 13 ]  |
| 14      | Jeudi 6 février 2014 (Quart de finale)                   | 1 151 000                 | 5,3 %            | [ a 14 ]  |
| 15      | Jeudi 13 février 2014 (Demi-finale)                      | 1 059 000                 | 4,8 %            | [ a 15 ]  |
| 16      | Jeudi 20 février 2014 (Finale)                           | 1 111 000                 | 5,2 %            | [ a 16 ]  |

Légende :
- Les plus hauts chiffres d'audience
- Les plus bas chiffres d'audience

## Nouvelle Star fête Noël
Le jeudi 26 décembre 2013, la compétition a été interrompue par une émission « spéciale Noël », où plusieurs candidats des saisons précédentes se sont produits sur la scène de l'arche Saint-Germain,.
L'émission a été suivie par 980 000 téléspectateurs et a réuni 3,9 % de parts de marché.